# Ioannis Malokinis
Ioannis Malokinis (griechisch Ιωάννης Μαλοκίνης, * 1880 in Piräus; † 1942) war ein griechischer Schwimmer.
Malokinis nahm am 100 Meter Freistilwettkampf, an dem nur Matrosen teilnehmen durften, die auf Kriegsschiffen in Piräus stationiert waren, teil. Da nur griechische Kriegsschiffe zur Zeit der Spiele in Piräus stationiert waren, fanden sich lediglich griechische Starter ein. Malokinis war einer von ursprünglich vier Startern in dieser Unterdisziplin, einer gab allerdings zwischenzeitlich auf. Seine Zeit belief sich auf 2:20,4, mit der er Olympiasieger wurde. Diese Zeit war fast eine Minute langsamer, als die Siegerzeit des offenen 100-Meter-Freistilwettkampfs, welcher vom ungarischen Schwimmer Alfréd Hajós gewonnen wurde. Malokinis war als damals Sechzehnjähriger der jüngste Olympiasieger der Wettkämpfe.

## Erfolge
| Olympia    | Disziplin                   | Medaille |
| ---------- | --------------------------- | -------- |
| Athen 1896 | 100 m Freistil für Matrosen | Gold     |